# Critchley Norris Motor
Die Critchley-Norris Motor Co. Ltd. war ein britischer Nutzfahrzeug- und Automobilhersteller in Preston (Lancashire). Von 1906 bis 1908 wurde dort ein Personenwagenmodell gefertigt.
Der Critchley-Norris 40 hp war ein großer, offener Tourenwagen auf einem LKW-Fahrgestell. Angetrieben wurde er von einem Vierzylinder-Reihenmotor mit 7,05 l Hubraum.
Nach drei Jahren wurde die Fertigung nach nur wenigen Exemplaren wieder aufgegeben und man fuhr mit dem Bau von Nutzfahrzeugen fort.

## Modelle
| Modell | Bauzeitraum | Zylinder | Hubraum  | Radstand |
| ------ | ----------- | -------- | -------- | -------- |
| 40 hp  | 1906–1908   | 4 Reihe  | 7040 cm³ |          |